# 3. ceremonia wręczenia Węży
3. ceremonia rozdania Węży – gala rozdania antyngaród filmowych przyznawanych najgorszym polskim filmom za rok 2013. Nominacje ogłoszono 28 lutego 2014 roku, a ceremonia odbyła się 1 kwietnia w warszawskim teatrze WARSawy. Podczas trzeciej ceremonii po raz pierwszy wręczono nagrodę w kategorii „Najgorszy teledysk okołofilmowy”, a kategoria „Komedia, która nie śmieszy” z lat poprzednich została zastąpiona kategorią „Żenujący film na ważny temat”.

## Nominowani

### Najgorszy film
- Ostra randka
  - Last minute
  - Sęp
  - Tajemnica Westerplatte
  - W ukryciu

### Najgorsza aktorka
- Anna Szarek jako Natalia Wis – Last minute
  - Sylwia Boroń jako Małgosia Różańska – Ostra randka
  - Magdalena Berus jako Natalia – Bejbi blues
  - Klaudia Halejcio jako Dominika – Last minute
  - Weronika Książkiewicz jako Ludka – Podejrzani zakochani

### Najgorszy aktor
- Robert Żołędziewski jako kapitan Franciszek Dąbrowski – Tajemnica Westerplatte
  - Wojciech Mecwaldowski jako Tomasz – Last minute
  - Paweł Wilczak jako Mariusz Kurski – Ostra randka
  - Michał Żebrowski jako Aleksander „Sęp” Wolin – Sęp
  - Michał Żebrowski jako major Henryk Sucharski – Tajemnica Westerplatte

### Najgorszy duet na ekranie
- Michał Żebrowski i tablica – Sęp 
  - Magdalena Boczarska i Julia Pogrebińska – W ukryciu
  - Sylwia Boroń i zszywacz – Ostra randka
  - Anna Szarek i Wojciech Mecwaldowski – Last minute
  - Michał Żebrowski i Robert Żołędziewski – Tajemnica Westerplatte

### Najgorsza reżyseria
- Patryk Vega – Last minute
  - Paweł Chochlew – Tajemnica Westerplatte
  - Jan Kidawa-Błoński – W ukryciu
  - Eugeniusz Korin – Sęp
  - Maciej Odoliński – Ostra randka

### Najgorszy scenariusz
- Paweł Bielecki, Piotr Subbotko i Patryk Vega – Last minute
  - Paweł Chochlew – Tajemnica Westerplatte
  - Eugeniusz Korin – Sęp
  - Sławomir Kryński – Podejrzani zakochani
  - Maciej Odoliński – Ostra randka

### Żenujący film na ważny temat
- Tajemnica Westerplatte
  - Bejbi blues
  - Był sobie dzieciak
  - Sekret
  - Sierpniowe niebo: 63 dni chwały
  - W ukryciu

### Najgorszy efekt specjalny
- Bombardowania ambasady – AmbaSSada
  - Fałszywy rekin – Last minute
  - Scena ze zszywaczem – Ostra randka
  - Makietka bazy i Michał Żebrowski stojący w oknie – Tajemnica Westerplatte
  - „Schlezwig-Holstein” – Tajemnica Westerplatte
  - Nalot niemieckich samolotów – Tajemnica Westerplatte

### Żenująca scena
- Załamanie nerwowe i majaki majora Sucharskiego (Michał Żebrowski) – Tajemnica Westerplatte
  - Seks na więziennym widzeniu (Magdalena Berus i Nikodem Rozbicki) – Bejbi blues
  - Tomasz gubiący majtki w basenie (Wojciech Mecwaldowski) – Last minute
  - Scena ze zszywaczem (Sylwia Boroń) – Ostra randka
  - Śmierć komisarza Robaczewskiego (Paweł Małaszyński) – Sęp

### Występ poniżej godności
- Wojciech Mecwaldowski jako Tomasz – Last minute
  - Krzysztof Globisz – Wszystkie kobiety Mateusza
  - Grzegorz Lato – Będziesz legendą, człowieku
  - Andrzej Seweryn – Sęp
  - Michał Żebrowski – Tajemnica Westerplatte

### Najgorszy plakat
- Być jak Kazimierz Deyna
  - Mój biegun
  - Podejrzani zakochani
  - Oszukane
  - Wszystkie kobiety Mateusza

### Najgorszy teledysk okołofilmowy
- Anna Wyszkoni i Piotr Cugowski – „Syberiada polska” (do filmu Syberiada polska)
  - Halina Młynkowa i Krzysztof Kiljański – „Podejrzani zakochani” (do filmu Podejrzani zakochani)
  - Pono i Kazan – „Reakcja” (do filmu Tajemnica Westerplatte)
  - Kamil Bednarek – „Dni, których nie znamy” (do filmu Wałęsa. Człowiek z nadziei)

## Podsumowanie liczby nominacji
(Minimum dwóch nominacji)
13: Tajemnica Westerplatte
10: Last minute
8: Ostra randka
7: Sęp
4: Podejrzani zakochani, W ukryciu
3: Bejbi blues
2: Wszystkie kobiety Mateusza